# Sanremo-Festival 1979
Die 29. Ausgabe des Festival della Canzone Italiana di Sanremo fand 1979 vom 11. bis zum 13. Januar im Teatro Ariston in Sanremo statt und wurde von Mike Bongiorno mit Anna Maria Rizzoli moderiert.

## Ablauf

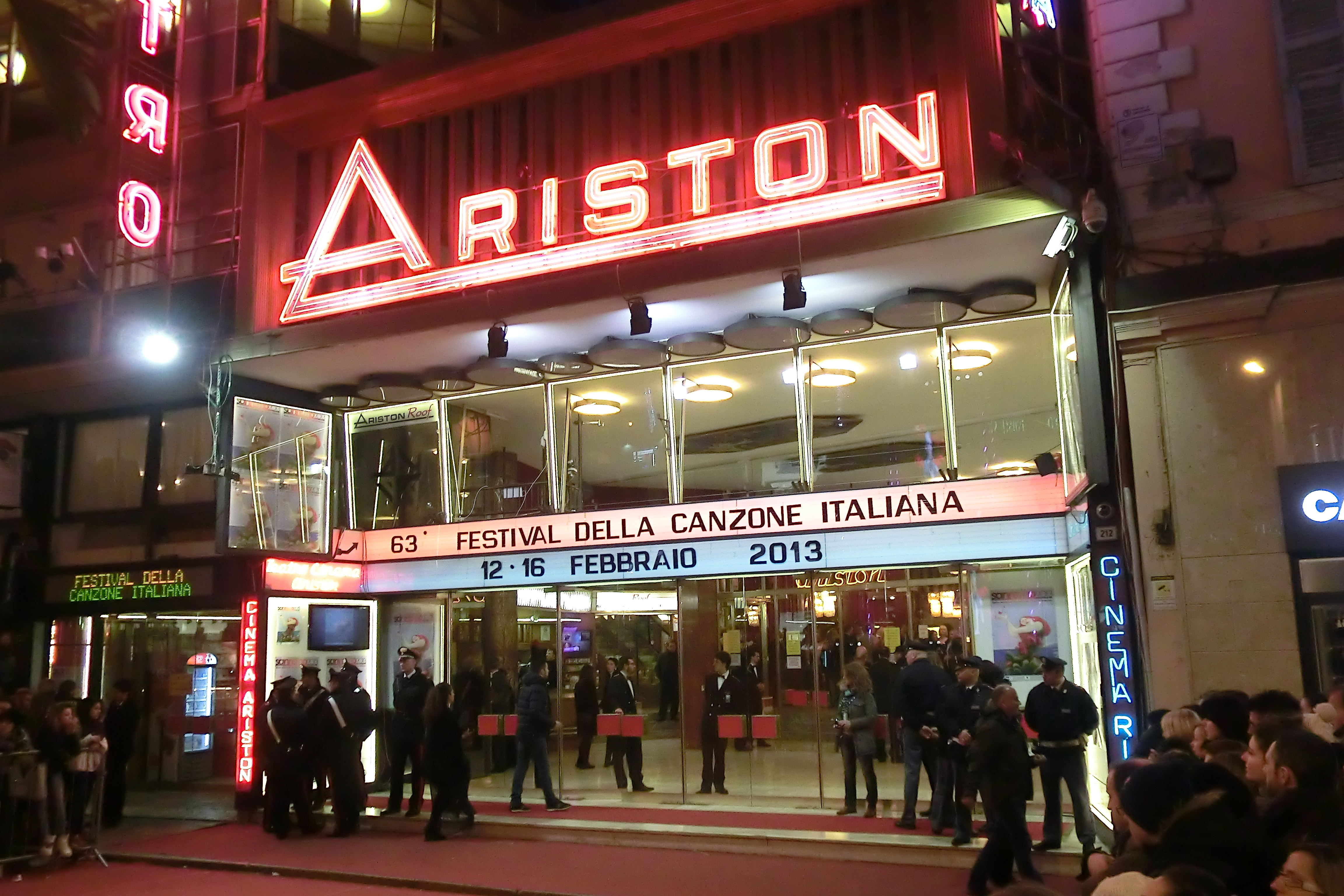
Das Ariston-Theater, Veranstaltungsort des Sanremo-Festivals

1979 berief die Stadt Sanremo nach acht Jahren Gianni Ravera als Leiter des Festivals zurück, womit die Veranstaltung nach diversen Neuerungen der Vorjahre wieder traditioneller geprägt war. So kehrte auch Mike Bongiorno als Moderator zurück. Die Rai übertrug wieder alle Abende des Festivals.
Die Teilnehmerzahl wuchs auf 22 an, zum größten Teil handelte es sich allerdings um Newcomer: nur sechs von ihnen hatten bereits Festivalerfahrung. Der wohl bekannteste Teilnehmer war der Franzose Antoine, der schon an fünf Ausgaben des Festivals teilgenommen hatte. Mit Enrico Beruschi ging auch ein Komiker ins Rennen. Am meisten überzeugen konnten Franco Fanigliulo und Mino Vergnaghi; ersterer sorgte für einen Skandal, weil im Originaltext seines Liedes von Kokain die Rede war, was für das Festival zensiert werden musste.
Zwölf der 22 Beiträge erreichten das Finale. Nach einem Abend mit vielen internationalen Gästen wie Kate Bush und Tina Turner konnte sich Vergnaghi in der Endabstimmung durchsetzen.

## Teilnehmende Beiträge
| Platzierung | Interpret           | Lied                             | Autoren                                                             |
| ----------- | ------------------- | -------------------------------- | ------------------------------------------------------------------- |
| 1           | Mino Vergnaghi      | Amare                            | Piero Finà, Sergio Ortone                                           |
| 2           | Enzo Carella        | Barbara                          | Enzo Carella, Pasquale Panella                                      |
| 3           | Camaleonti          | Quell’attimo in più              | Mario Lavezzi, Oscar Avogadro, Daniele Pace                         |
| 4           | Collage             | La gente parla                   | Antonello De Sanctis, Sandro Di Nardo, Marcello Marrocchi           |
| 5           | Enrico Beruschi     | Sarà un fiore                    | Daniele Pace, Corrado Conti, Mario Panzeri                          |
| 6           | Franco Fanigliulo   | A me mi piace vivere alla grande | Oscar Avogadro, Riccardo Borghetti, Franco Fanigliulo, Daniele Pace |
| 7           | Lorella Pescerelli  | New York                         | Franco Migliacci, Flavio Paulin                                     |
| 8           | Kim & The Cadillacs | C’era un’atmosfera               | Aldo Stellita, Piero Cassano                                        |
| 9           | Umberto Napolitano  | Bimba mia                        | Umberto Napolitano                                                  |
| 10          | Pandemonium         | Tu fai schifo sempre             | Angelo Giordano, Michele Paulicelli, Gianni Mauro                   |
| 11          | Antoine             | Nocciolino                       | Maurizio Piccoli                                                    |
| 12          | Grimm               | Liana                            | Loreno Lazzarini                                                    |
|             | Marinella           | Autunno, cadono le pagine gialle | Roberto Ferri, Giancarlo Trombetti                                  |
|             | AYX                 | AYX disco                        | Riccardo Galardini                                                  |
|             | Ciro Sebastianelli  | Ciao Barbarella                  | Ciro Sebastianelli, Daniele Pace, Oscar Avogadro                    |
|             | Opera               | Il diario dei segreti            | Claudio Daiano, Giuseppe Adorno                                     |
|             | Nicoletta Bauce     | Grande mago                      | Nicoletta Bauce, Roberto Colombo                                    |
|             | Il était une fois   | Impazzirò                        | Pietro Civello, Basilivan                                           |
|             | Michele Vicino      | In due                           | Giovani Belfiore, Michele Vicino                                    |
|             | Massimo Abate       | Napule cagnarrà                  | Wanda Montanelli                                                    |
|             | Roberta             | La pioggia, il sole              | Daniele Pace, Corrado Conti                                         |
|             | Gianni Mocchetti    | Talismano nero                   | Alberto Salerno, Gianni Mocchetti                                   |

## Erfolge
Keinem der Festivalbeiträge gelang 1979 der Einstieg in die Top 25 der Singlecharts. Besonderen Erfolg hatte hingegen Pippo Franco, der in Sanremo als Gast aufgetreten war, mit dem scherzhaften Kinderlied Mi scappa la pipì papà (Platz drei).

## Belege
1. ↑  M&D-Chartarchiv. Musica e dischi, archiviert vom Original (nicht mehr online verfügbar) am 18. August 2007; abgerufen am 16. Februar 2018 (italienisch, kostenpflichtiger Abonnement-Zugang).  Info: Der Archivlink wurde automatisch eingesetzt und noch nicht geprüft. Bitte prüfe Original- und Archivlink gemäß Anleitung und entferne dann diesen Hinweis.